# Kanton Niederorschel
Der Kanton Niederorschel war eine Verwaltungseinheit im Distrikt Duderstadt des Departements des Harzes im napoleonischen Königreich Westphalen. Hauptort des Kantons und Sitz des Friedensgerichtes war Niederorschel im heutigen thüringischen Landkreis Eichsfeld. Das Gebiet des Kantons umfasste zehn Orte im heutigen Freistaat Thüringen.
Zum Kanton gehörten die Ortschaften:

- Niederorschel
- Bernterode
- Deuna
- Gerterode
- Hausen
- Kleinbartloff
- Oberorschel
- Rehungen
- Rüdigershagen
- Vollenborn